# 艷母
《艷母》是雅綴在1998年連載的日本成人漫畫，並在2003年推出OVA成人動畫系列。

## 登場角色
雨宮美沙子（聲：二見渚）
洋介的妻子，一彥的繼母。
悅美子（聲：御影由宇）
美沙子的妹妹。落入雨宮一彥的陷阱而得知他和美沙子那扭曲的關係。
雨宮一彦（聲：平井真澄 / 平井達矢）
洋介的兒子。
雨宮洋介（聲：Back麗男）
美沙子的丈夫。

## 出版書籍
- 司書房〈Tsukasa Comics〉
  1. 《艶母》1999年1月15日發售 ISBN 978-4-8128-0214-4
  2. 《續艶母～兩個人～》1999年12月25日發售 ISBN 978-4-8128-0339-4
- Medex〈MD Comics NEO〉※復刻版
  1. 《艶母》2008年4月23日發售 ISBN 978-4-8620-1044-5
  2. 《續艶母》2008年12月25日發售 ISBN 978-4-8620-1056-8

## OVA
Milky動畫化，全6卷分成VHS和DVD發售。2006年9月25日發售合集《艷母 THEBEST》。

### 各話列表
| 話數    | 日文標題 | 中文標題               | 劇本       | 分鏡     | 演出     | 作畫監督               | 發售日         |
| ------- | -------- | ---------------------- | ---------- | -------- | -------- | ---------------------- | -------------- |
| taboo-1 |          | 熱愛享受的人妻         | 花之本千壽 |          | 内田祐司 | 木戶烈治               | 2003年11月25日 |
| taboo-2 |          | 被陷害的人妻           | 花之本千壽 | 山本道隆 | 内田祐司 | 2004年4月25日          |                |
| taboo-3 |          | 哭泣晚上               | 花之本千壽 |          |          | 福島豐明               | 2004年12月25日 |
| taboo-4 |          | 成熟肉體的比較         | 黑子鯛留旬 | 内田祐司 | 内田祐司 | 山本道隆 Park Dae Yeol | 2005年4月25日  |
| taboo-5 |          | 放蕩義母               | 黑子鯛留旬 | 内田祐司 | 内田祐司 | 山本道隆 Park Dae Yeol | 2005年6月25日  |
| taboo-6 |          | 禁忌的喘息，背德的眼淚 | 黑子鯛留旬 | 不適用   | 内田祐司 | 山本道隆 Park Dae Yeol | 2005年11月25日 |

## 外部連結
- milky （页面存档备份，存于）（日語）